# Анортозит
Анортози́т (от фр. anorthose — плагиоклаз) — магматическая плутоническая горная порода основного состава, нормального ряда щелочности из семейства габброидов.

## История изучения
В СССР крупнейшим исследователем анортозитов был академик О. А. Богатиков. В 1975 году он защитил диссертацию на соискание учёной степени доктора геолого-минералогических наук на тему «Анортозиты СССР».
Анортозит был найден на Луне во время миссии космического корабля «Аполлон-15», и по некоторым данным являются одной из основных пород, слагающих часть лунной поверхности — «лунные материки».

## Генезис
Большинство крупных анортозитовых комплексов Земли сформировалось более 1 миллиарда лет назад (Украина, Канада, Финляндия), часто вместе с гранитами-рапакиви. Также являются составной частью расслоённых интрузий основного-ультраосновного состава (ЮАР, Австралия, Канада и другие).
С анортозитовыми магматическими комплексами связаны месторождения титана, хрома, платиноидов.

## Свойства
Плотность от 2,17 до 3,05 г на см³.
Твёрдость по Шкале Мооса 5 — 6,5.

## Состав и разновидности
Состоит преимущественно из основных и средних плагиоклазов (лабрадора, битовнита, анортита). Кроме плагиоклаза, в анортозитах часто встречаются ортопироксен, клинопироксен, оливин, ильменит, титаномагнетит и другие минералы.
Обычно имеет крупно- и гигантозернистую структуру.
Текстура массивная, цвет варьируется от светло-серого до почти чёрного.
Известной и распространённой разновидностью анортозита является лабрадорит. Иризирующие в голубых и синих тонах, лабрадориты находят широкое применение в качестве облицовочного и декоративно-поделочного камня.
- Анортозит из Финляндии
(Балтийский щит)
- Анортозит из Норвегии
- Анортозит из Канады